# Catalina Howard
Catalina Howard (hacia 1523-13 de febrero de 1542) fue reina consorte de Inglaterra desde 1540 hasta 1541 como esposa de Enrique VIII. 
Catalina era hija de Lord Edmund Howard y Joyce Culpeper, además de prima de Ana Bolena (segunda esposa de Enrique VIII) y sobrina de Thomas Howard, III duque de Norfolk, quien era un político prominente en la corte del rey, asegurando a Catalina un lugar en el séquito de la cuarta esposa de Enrique, Ana de Cléveris, gracias a lo cual el monarca se interesó en ella. Ambos contrajeron nupcias el 28 de julio de 1540 en Oatlands Palace, en Surrey, inmediatamente tras la anulación del matrimonio entre Enrique y Ana, teniendo el rey 49 años y siendo ella apenas una adolescente.
Catalina fue despojada de su título de reina en noviembre de 1541, muriendo decapitada tres meses después acusada de traición por haber cometido adulterio con el primo lejano de su madre Thomas Culpeper.

## Biografía

### Familia
Catalina era una de las hijas de Lord Edmund Howard y su esposa Joyce Culpeper. Elizabeth Howard, hermana de su padre, era la madre de Ana Bolena, por lo que Catalina era su prima hermana así como tía en segundo grado de Isabel I, hija de Ana y Enrique. Como nieta de Thomas Howard, II duque de Norfolk, Catalina poseía linaje aristocrático, si bien su padre no era rico debido a que era el tercero de 21 hermanos y resultó desfavorecido por no ser el primogénito, siendo su hermano mayor quien heredó toda la fortuna de su padre.
Cuando los padres de Catalina contrajeron nupcias, su madre ya aportaba cinco hijos de su primer matrimonio con Ralph Leigh; con el padre de Catalina procreó seis vástagos más, siendo ella la décima de sus hijos. Con escasos recursos para mantener a su familia, Howard se veía frecuentemente en la obligación de pedir ayuda económica a parientes suyos. Tras el deceso de la madre de Catalina, su padre volvió a casarse dos veces más. En 1531, Howard fue designado controlador de Calais (en aquel entonces bajo dominio inglés), siendo depuesto del cargo en 1539 y muriendo en marzo de ese mismo año. Por otro lado, Catalina fue la tercera de las esposas de Enrique VIII en ser miembro de la nobleza inglesa, ya que Catalina de Aragón y Ana de Cléveris eran miembros de la nobleza europea.

### Primeros años
Catalina nació posiblemente en Lambeth alrededor de 1523, si bien la fecha exacta se desconoce (algunas fuentes las cuales incluyen registros familiares sugieren que nació entre 1518 y 1524, siendo más probable que naciese cerca de este último año). Poco después de la muerte de su madre (alrededor de 1528), Catalina fue enviada con varios de sus hermanos a vivir bajo el cuidado de la madrastra de su padre, Agnes Tilney, duquesa de Norfolk, quien regentaba una gran casa de huéspedes en Chesworth House, en Horsham (Sussex), y en Norfolk House, en Lambeth, donde residían docenas de inquilinos junto con personas a su cargo (generalmente niños de parientes aristócratas empobrecidos). Enviar a niños pequeños con el fin de que fuesen educados y preparados en otros hogares aristócratas en vez de en la casa familiar era algo habitual desde hacía siglos entre la nobleza europea, si bien la supervisión ejercida en Chesworth House y en Lambeth era aparentemente laxa. La duquesa viuda solía permanecer en la corte y tuvo, al parecer, poca implicación en la educación de los jóvenes a su cargo.
A causa de la falta de disciplina de la duquesa, Catalina se vio influenciada por algunas jóvenes de mayor edad que permitían el acceso de hombres a los dormitorios, siendo recompensadas con comida, vino y diversos obsequios. Pese a que Catalina no gozaba de la exquisita educación de las otras esposas de Enrique, su habilidad en la lectura y la escritura eran lo suficientemente elevadas para la época. Su carácter era frecuentemente descrito como vivaz, risueño y enérgico, aunque nunca erudito ni devoto. Mostraba, así mismo, gran interés en sus lecciones de baile, si bien solía distraerse durante las mismas y gastar bromas. Además, era muy dada a la cría de animales, particularmente perros.
En la casa de la duquesa en Horsham, alrededor de 1536, Catalina (de 13 años aproximadamente) fue repetidas veces acosada por su profesor de música Henry Mannox (de 36 años de edad), quien con posterioridad proporcionaría pruebas en el proceso contra Catalina. Tanto Mannox como ella confesaron durante la investigación por adulterio haber tenido contacto sexual, aunque nunca practicaron el coito. Durante su interrogatorio, Catalina declaró: «Ante las halagadoras y hermosas persuasiones de Mannox, siendo una niña, lo sufrí en varias ocasiones para que manosease y tocase las partes secretas de mi cuerpo, lo cual no me volvió con honestidad para permitirle ni para exigirle». Sus encuentros con Mannox cesaron en 1538, cuando Catalina se trasladó a la casa de la duquesa viuda en Lambeth. Allí fue cortejada por Francis Dereham, secretario de la duquesa. Supuestamente, ambos se convirtieron en amantes, llamándose mutuamente «marido» y «mujer». Dereham incluso confió a Catalina varios deberes inherentes a una esposa, como administrar su dinero cuando él se ausentaba por negocios. Muchas de las compañeras de habitación de Catalina entre las damas de honor y sirvientas de la duquesa eran conocedoras de esta relación, la cual llegó a su fin aparentemente en 1539, cuando la duquesa descubrió el idilio. Pese a ello, Catalina y Dereham se separaron probablemente con la intención de contraer matrimonio tras el regreso de él de Irlanda, acordando ambos un precontrato matrimonial: en caso de haber intercambiado votos antes de proceder a mantener relaciones sexuales, ambos habrían sido considerados como casados a ojos de la Iglesia.

### Llegada a la corte
El tío de Catalina, Thomas Howard, encontró un lugar para ella en la corte como dama de compañía de la cuarta esposa del rey, Ana de Cléveris. Gracias a su juventud y atractivo físico, Catalina atrajo muy pronto la atención de Enrique. El monarca había mostrado poco interés en Ana desde el principio, y tras el fracaso de Thomas Cromwell en encontrar una esposa para el rey, Norfolk vio una oportunidad. La familia Howard trató, al parecer, de recrear en Catalina la influencia ganada por Ana Bolena durante su reinado como consorte. De acuerdo con el sacerdote Nicholas Sander, la conservadora y religiosa familia Howard vio posiblemente en la joven Catalina una destacada figura en su lucha por determinación expresa en restaurar la religión católica en Inglaterra. De hecho, el obispo católico Stephen Gardiner entretuvo a la pareja en el Palacio de Winchester con grandes festejos.
A medida que el interés de Enrique por Catalina aumentaba, la influencia de la Casa de Norfolk crecía. Su juventud, belleza y vivacidad cautivaron al monarca, quien declaró que nunca había conocido «algo así en una mujer». En apenas unos meses tras su llegada, Enrique otorgó tierras y regaló lujosas prendas de ropa a Catalina, llamándola el rey su «joya de la feminidad» (el hecho de que el monarca se refierese a Catalina como su «rosa sin espinas» constituye probablemente un mito).

### Matrimonio
Enrique y Catalina contrajeron matrimonio, oficiado por el obispo de Londres Edmund Bonner, en Oatlands Palace el 28 de julio de 1540, mismo día en que Thomas Cromwell fue ejecutado. Catalina era apenas una adolescente, mientras que Enrique tenía 49 años de edad, adoptando la joven el lema en francés «non autre volonté que la sienne» («ninguna otra voluntad que la suya»). El matrimonio fue hecho público el 8 de agosto, llevándose a cabo oraciones en la Capilla Real del Palacio de Hampton Court.
Catalina, a quien Mannox había enseñado a tocar el virginal, era joven, alegre y despreocupada; su juventud le impidió tomar parte en asuntos de Estado y en materias administrativas relativas al mismo. Pese a ello, cada noche Sir Thomas Heneage, sirviente del rey, acudía a sus aposentos para informarle del bienestar de Enrique. No se llevaron a cabo planes para una coronación, aunque Catalina navegó río abajo en la barcaza real hasta la Ciudad de Londres para un saludo de artillería y algunas aclamaciones. La joven reina fue instalada en Baynard's Castle, produciéndose pocos cambios en la corte, consistentes en la llegada de varios miembros de la familia Howard. Catalina se vestía cada día con prendas de ropa nuevas de estilo francés adornadas con preciosas joyas, destacando el lema «non autre volonté que la sienne» decorado con oro alrededor de sus mangas.
La reina logró evitar la plaga que asoló Londres en agosto de 1540 durante la entrada real. El séquito de los monarcas viajó en la luna de miel a Reading, en Berkshire, y a Buckingham. Después de que el chambelán de la reina se emborrachase y mostrase una conducta inapropiada, el rey empezó a padecer de un mal estado anímico hasta su traslado a Woking Palace, donde su salud mejoró, embarcándose en un espléndido y a la vez costoso festejo para celebrar su matrimonio, con caras reformas en el Palacio de Whitehall. Esto fue seguido a su vez de lujosos obsequios por Navidad en el Palacio de Hampton Court.
Aquel invierno el mal estado anímico de Enrique se incrementó y empezó a mostrarse furioso e irritable. El dolor de sus piernas ulcerosas suponía una agonía para él, lo que dificultó las relaciones en la corte, acusando el monarca a sus consejeros de ser «servidores temporales mentirosos», empezando a su vez a lamentarse por haber perdido a Cromwell. Tras la depresión sufrida en marzo de 1541, su carácter mejoró en la Pascua de aquel año. Respecto a Catalina, se tenía todo dispuesto ante cualquier síntoma de embarazo, informando Marillac el 15 de abril que «si es cierto, que la coronen en Whitsuntide».

### Caída
Catalina mantuvo un romance, al parecer, con uno de los cortesanos favoritos del rey, Thomas Culpeper, un joven que «[le] había sucedido en los afectos de la reina» según el testimonio proporcionado por Dereham. Catalina había considerado casarse con Culpeper durante su etapa como dama de compañía de Ana de Cléveris, llamándola él «mi pequeña, dulce tonta» en una carta de amor. Se ha sugerido que en la primavera de 1541 ambos se reunían en secreto, siendo sus encuentros arreglados por la dama de compañía de más edad de Catalina, Jane Bolena, vizcondesa de Rochford, viuda del primo ejecutado de la reina Jorge Bolena, hermano a su vez de Ana Bolena.

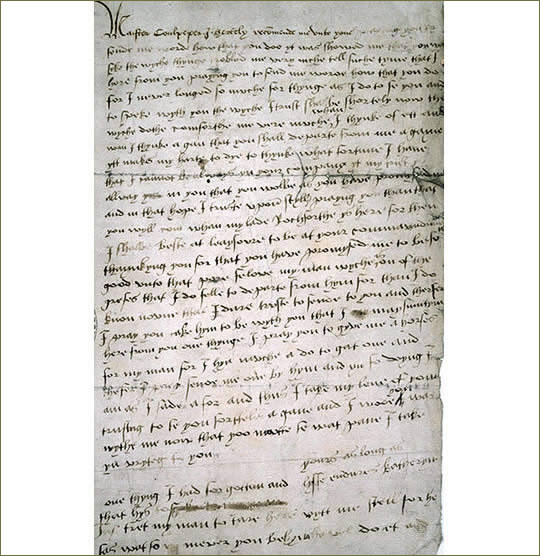
Carta de Catalina Howard a Thomas Culpeper (1541)

Durante la entrada real en otoño, una crisis empezó a delatar la conducta de Catalina. Quienes afirmaban haber sido testigos del temprano despertar sexual de la reina durante su estancia en Lambeth se pusieron en contacto con ella para solicitar favores a cambio de guardar silencio, siendo algunos de estos chantajistas asignados a su corte. John Lascelles, hermano de Mary Lascelles, declaró haber intentado persuadir a su hermana de encontrar un puesto en la cámara real de la reina. No obstante, Mary se había negado a ello, afirmando haber sido testigo de la conducta «ligera» de Catalina el tiempo que ambas vivieron juntas en Lambeth. Supuestamente, John informó de este hecho al arzobispo de Canterbury Thomas Cranmer, el cual procedió a interrogar a Mary, quien declaró que Catalina había mantenido relaciones sexuales bajo la tutela de Agnes Tilney y, por lo tanto, antes de su matrimonio con el rey. Cranmer empleó dicha información para derrocar a sus rivales: la familia católica Norfolk. Jane fue interrogada y, ante el temor a ser torturada, accedió a hablar, declarando que ella se encargaba de vigilar las escaleras traseras cuando Culpeper se escabullía de los aposentos de Catalina. Durante la investigación, una carta de amor escrita con la inconfundible letra de la reina fue hallada en las habitaciones de Culpeper, siendo esta la única carta escrita por Catalina que se conserva actualmente (aparte de su confesión).
No parece probable que el rey ignorase por completo las acusaciones contra su esposa cuando el 1 de noviembre de 1541, Día de Todos los Santos, dispuso que lo encontrasen rezando en la Capilla Real, donde recibió una orden de arresto contra la reina en la cual se detallaban los delitos cometidos por ella. El 7 de noviembre, Cranmer condujo una delegación de consejeros al Palacio de Winchester, en Southwark, con el fin de interrogar a Catalina. El arzobispo encontró a la joven frenética e incoherente, declarando lo siguiente: «La encontré en tal lamento y pesadez como nunca vi en ninguna criatura, de modo que habría compadecido el corazón de cualquier hombre por haberla mirado». Cranmer, preocupado por lo que Catalina pudiese hacer en ese estado, ordenó a los guardias retirar cualquier objeto que la reina pudiese emplear para suicidarse.

### Arresto y ejecución
La existencia de un precontrato entre Catalina y Dereham no solo habría provocado el fin de la unión real, sino que habría permitido a Enrique anular su matrimonio y desterrar a Catalina de la corte, condenándola a la pobreza y la desgracia en vez de a ser ejecutada, aunque no existen evidencias que apoyen que el rey hubiese considerado decantarse por dicha alternativa. Pese a las acusaciones en su contra, Catalina negó firmemente la existencia de ningún precontrato, declarando que Dereham la había violado.
Catalina fue despojada de su título de reina el 23 de noviembre y encerrada en Syon Abbey, un convento ubicado en Middlesex, donde permaneció durante todo el invierno. Fue obligada por un consejero privado a devolver el anillo de Ana de Cléveris que el rey le había entregado (esta joya constituía un símbolo de sus derechos reales y legales). Aunque el rey estuvo en Hampton Court, Catalina no volvió a verlo en persona nunca más. Por otro lado, pese a las acciones llevadas a cabo en su contra, el matrimonio entre Catalina y Enrique nunca llegó a ser formalmente anulado.
Culpeper y Dereham fueron acusados de alta traición en Guildhall el 1 de diciembre, siendo ambos ejecutados en Tyburn el 10 de diciembre. Culpeper obtuvo el favor del rey y murió decapitado, mientras que Dereham fue colgado, destripado, castrado, descuartizado y decapitado, siendo las cabezas de ambos exhibidas en picas en el Puente de Londres. Varios parientes de Catalina fueron igualmente detenidos y encarcelados en la Torre de Londres, a excepción del duque de Norfolk, quien se había distanciado lo suficiente del escándalo al haberse retirado a Kenninghall para escribir una carta de disculpa, lo cual suponía un acto de humillación por su parte (su hijo, el poeta renacentista Henry Howard, conde de Surrey, siguió contando no obstante con el favor del rey). El duque, consciente de que su familia había caído en desgracia, escribió una carta de disculpa dirigida al rey el 14 de diciembre, excusándose a sí mismo y vertiendo toda la culpa sobre su sobrina y su madrastra. Todos los miembros de la familia prisioneros fueron juzgados, declarados culpables de ocultar la traición y sentenciados a cadena perpetua y a la pérdida de todos sus bienes, si bien con el tiempo serían liberados y sus bienes devueltos. Por su parte, el rey, obeso, se hundió aún más en la morbilidad, complaciendo su apetito por la comida y las mujeres.
La situación de Catalina quedó sumida en la incertidumbre hasta que el Parlamento de Inglaterra introdujo el 29 de enero de 1542 un bill of attainder (acto legislativo mediante el cual se condena, a menudo sin juicio, a una o varias personas), el cual fue aprobado el 7 de febrero. El Asentimiento Real por Acto de Comisión 1541 convirtió el delito cometido por Catalina en traición (crimen penado con la muerte) por el hecho de, siendo consorte, no haber revelado su pasado sexual al rey dentro de los primeros veinte días de matrimonio, o por haber incitado a alguien a cometer adulterio con ella. Esto resolvió la cuestión del supuesto precontrato y supuso para Catalina ser inequívocamente culpable (nunca se llegó a celebrar un juicio formal).

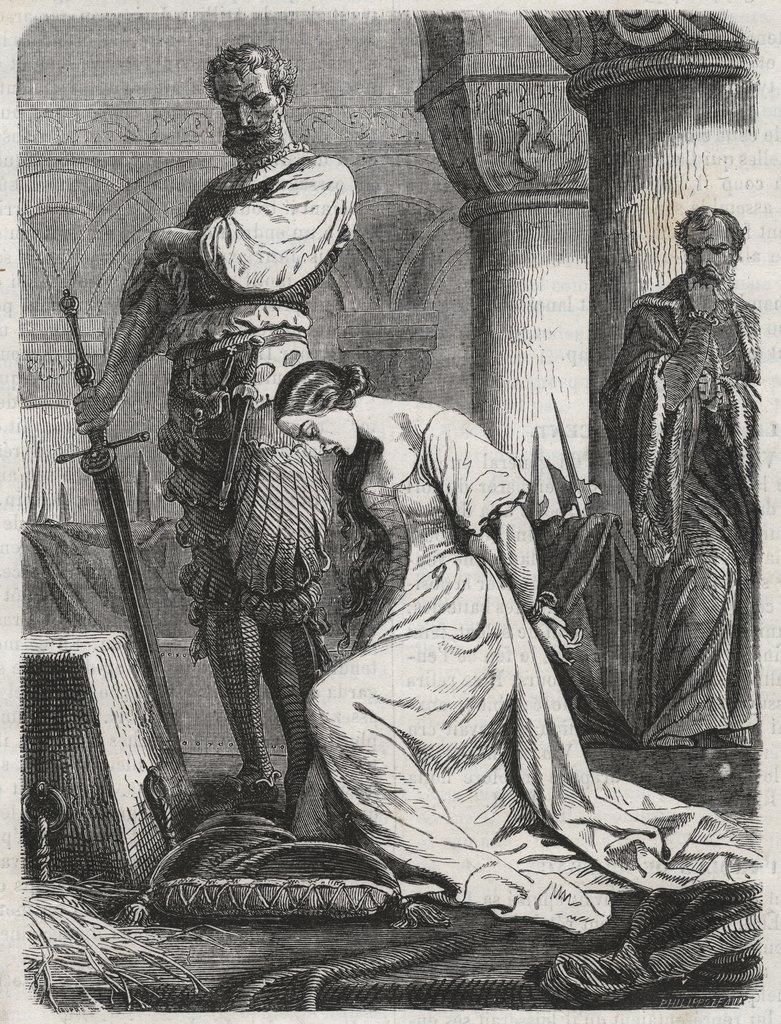
Grabado de la ejecución de Catalina Howard (1864)

Cuando los miembros del Consejo acudieron en su busca, la joven entró al parecer en pánico y profirió sonoros gritos mientras era forzada a subir a la barcaza que la llevaría custodiada hasta la Torre el 10 de febrero, pasando la flotilla bajo el Puente de Londres, donde las cabezas de Culpeper y Dereham se hallaban empaladas (permanecerían allí hasta 1546). Tras atravesar Traitors’ Gate, Catalina fue conducida a su celda. Al día siguiente, el bill of attainder recibió el Asentimiento Real, programándose la ejecución en la Torre Verde para las 7:00 horas del lunes 13 de febrero y siendo los arreglos para el ajusticiamiento supervisados por Sir John Gage como alguacil de la Torre.
La noche previa a la ejecución se cree que Catalina pasó varias horas practicando cómo colocar su cabeza sobre el bloque de decapitación, el cual había sido trasladado a su celda a petición suya. Murió con aparente calma y compostura, aunque según testigos lucía pálida y aterrorizada, requiriendo ayuda para subir al cadalso, desde donde pronunció un discurso describiendo su castigo como «merecido y justo» y pidiendo misericordia para su familia así como oraciones por su alma. Según el folclore popular, sus últimas palabras fueron: «Muero como reina, pero hubiese preferido morir como la esposa de Culpeper». No obstante, ningún testimonio de los testigos de su ejecución informó de algo semejante, declarándose que Catalina pronunció las palabras tradicionales, las cuales consistieron en pedir perdón por sus pecados y en reconocer que merecía «mil muertes» por haber traicionado al rey, quien siempre la había tratado bien. Esto era típico en los discursos de quienes iban a ser ejecutados en aquel entonces, sobre todo con el fin de proteger a sus familias, ya que sus últimas palabras eran reportadas al rey. Catalina tuvo una muerte rápida al haber sido decapitada con un solo golpe de hacha.
Jane Rochford fue ejecutada inmediatamente después de la reina, siendo ambos cuerpos enterrados en una tumba sin marcar en la cercana Capilla Real de San Pedro ad Vincula, donde también reposaban los restos de dos de los primos de Catalina, Ana y Jorge Bolena. Varios de sus primos estuvieron presentes entre la multitud durante la ejecución, incluyendo el conde de Surrey, mientras que el rey no asistió. El cuerpo de Catalina fue uno de los no identificados en las restauraciones efectuadas en la capilla durante el reinado de Victoria del Reino Unido, aunque se la conmemora con una placa en el muro oeste dedicado a aquellos que murieron en la Torre de Londres. Tras oír la noticia de la ejecución de Catalina, Francisco I de Francia escribió una carta a Enrique lamentando el «comportamiento lascivo y atrevido de la reina» y aconsejando al monarca que «la ligereza de las mujeres no puede someter el honor de los hombres».

## Retratos

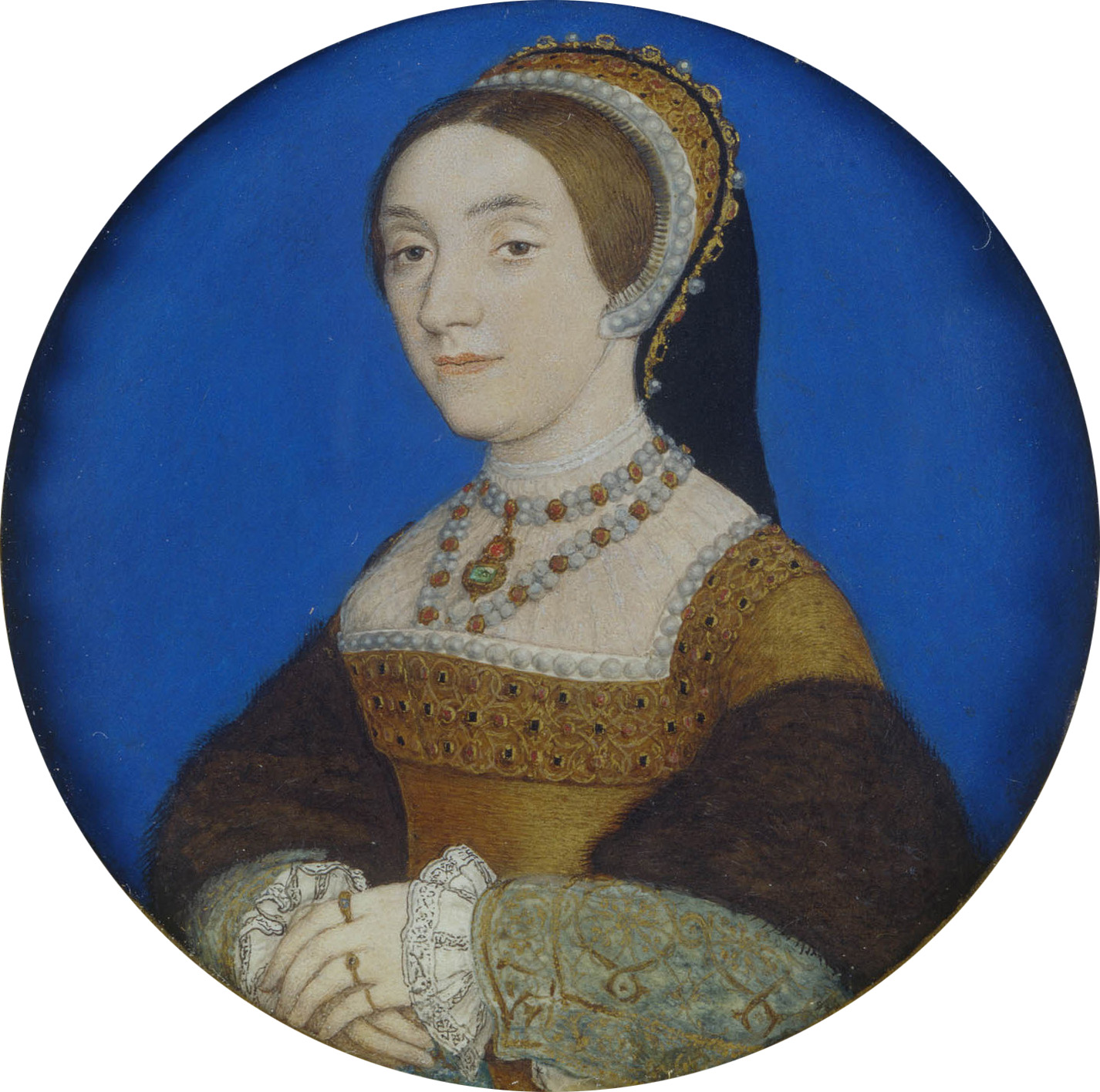
Miniatura de Holbein (Colección Real)
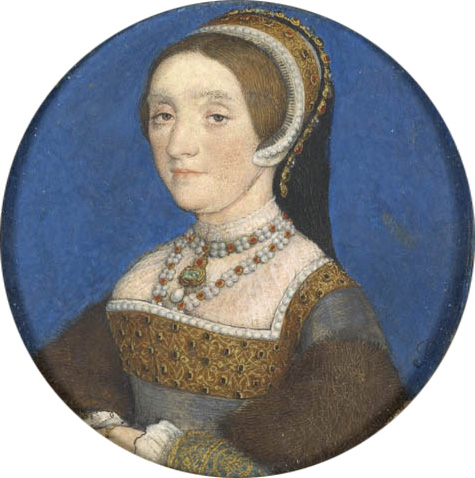
Miniatura de Holbein (Colección Buccleuch)
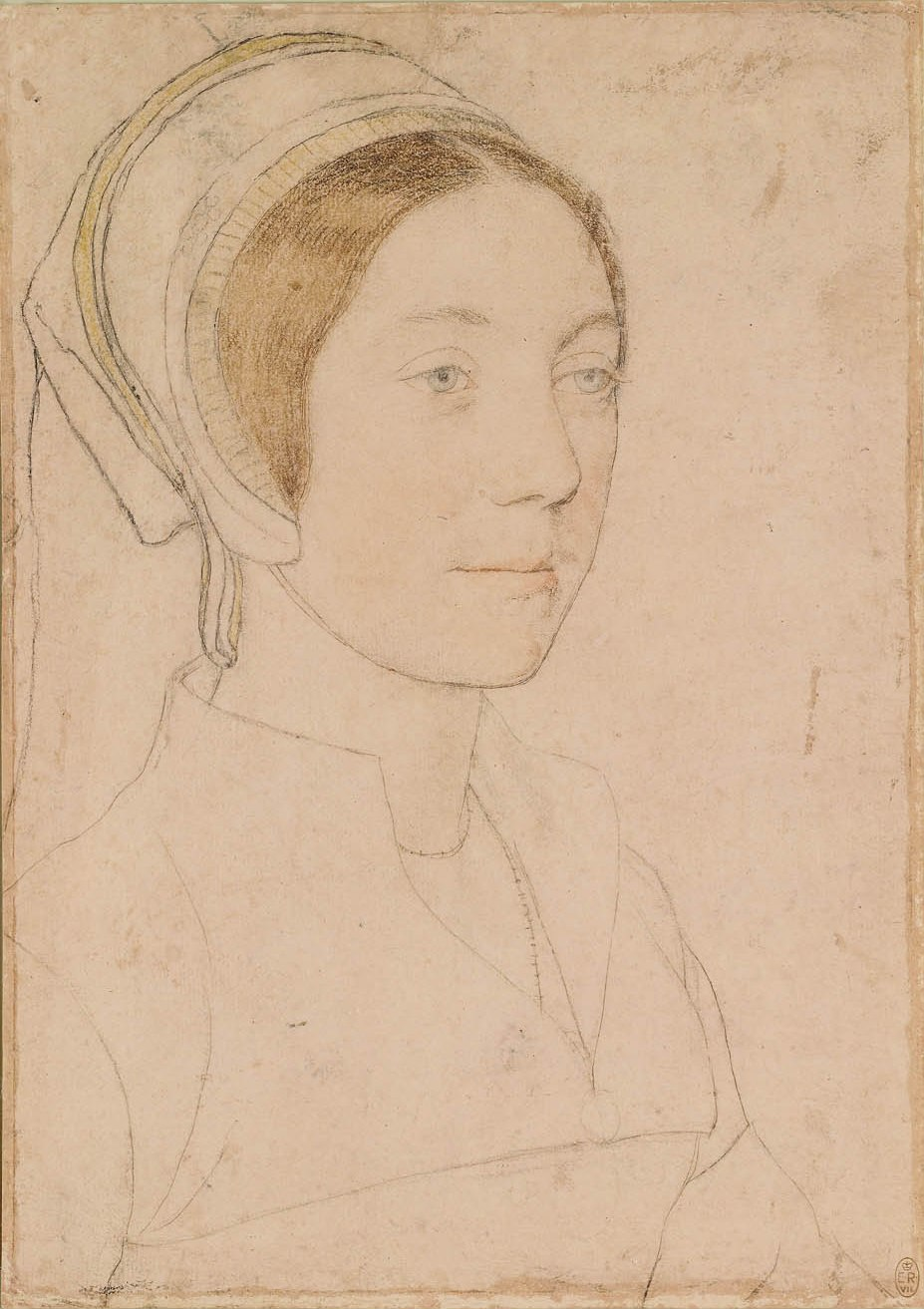
Mujer desconocida, antiguamente identificada como Catalina Howard (Colección Real)
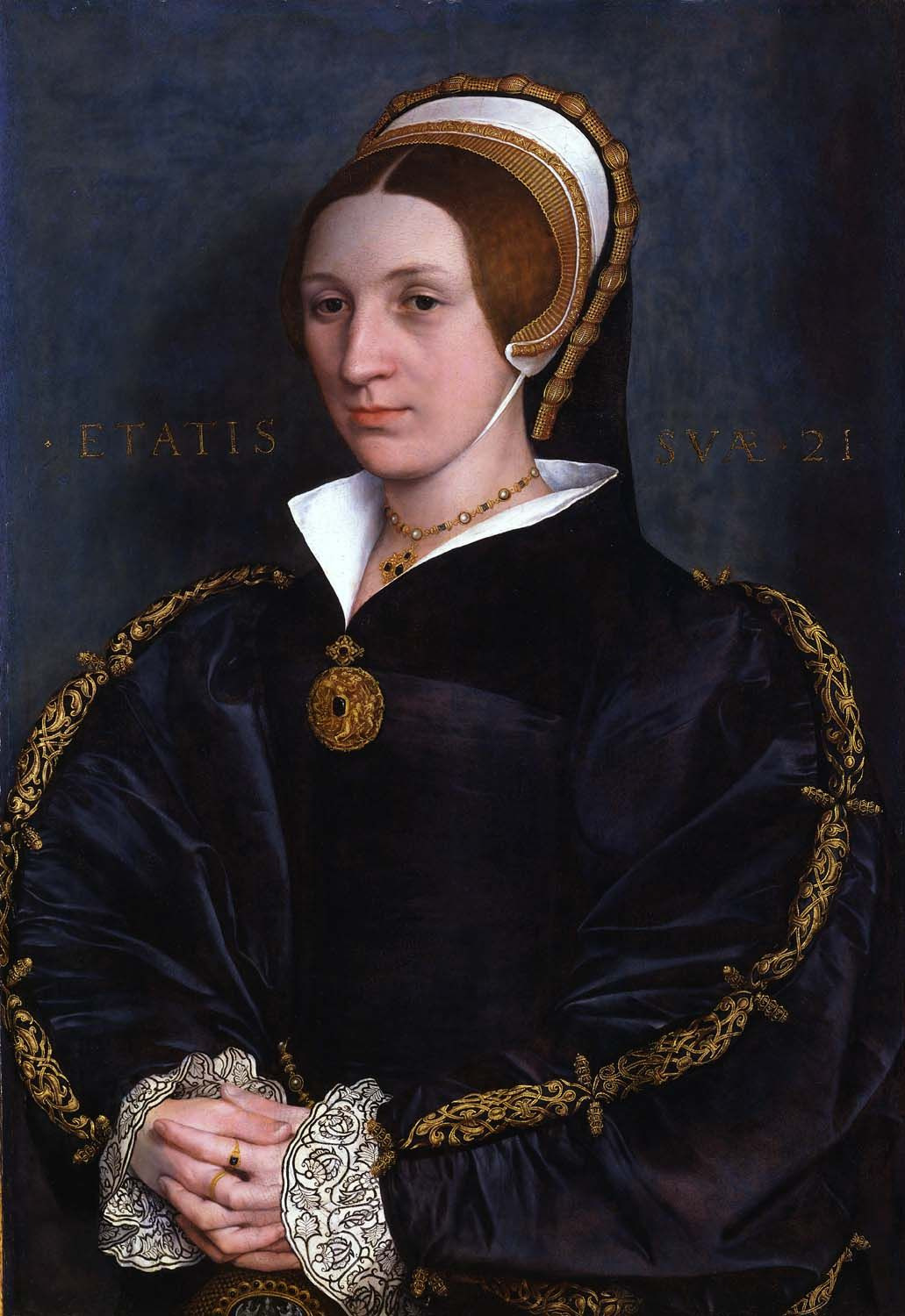
Retrato de una dama, probablemente un miembro de la familia Cromwell (Museo de Arte de Toledo)

Los pintores en general siguieron incluyendo a Juana Seymour, tercera esposa de Enrique VIII, en las obras pictóricas del rey tras su muerte principalmente debido al favor que el monarca sentía hacia ella por haber sido la única de sus esposas en haberle proporcionado un hijo varón. En consecuencia, muchos artistas copiaron el retrato de Juana de Hans Holbein el Joven. Respecto a Catalina, tras su ejecución la familia Howard retiró su retrato de la galería familiar. El debate acerca de la identidad de las modelos de varios retratos continúa en la actualidad, no existiendo ningún retrato auténtico conocido de la quinta esposa de Enrique VIII.
Susan James, Jamie Franco y Conor Byrne han identificado la obra titulada Retrato de una mujer joven, atribuida al taller de Holbein y ubicada en el Museo Metropolitano de Arte de Nueva York, como un posible cuadro de Catalina.

### Miniaturas
La mayor parte de los historiadores considera que dos retratos en miniatura de Holbein (Colección Real y Colección Buccleuch) son las únicas imágenes pintadas en vida de Catalina que se conservan en la actualidad, en las cuales destacan su pelo castaño y la nariz aguileña típica de la familia Howard. El historiador David Starkey data dichas obras, a partir de ciertos detalles del vestido y de la técnica de la miniatura, en el breve periodo de Catalina como reina. En ellas, la modelo luce la misma joya de gran tamaño que muestra Juana Seymour en un retrato ubicado en la  Galería Real de Pinturas Mauritshuis, en La Haya. Los registros revelan que dichas joyas pertenecían a la Corona y no a la reina personalmente, no existiendo evidencia alguna de que las mismas hubiesen sido retiradas del tesoro o entregadas a nadie. Así mismo, las perlas mostradas pueden estar relacionadas con un obsequio realizado por Enrique a Catalina en 1540, siendo la única reina hasta la fecha cuya apariencia resulta desconocida. En aquella época, los duplicados de miniaturas solo existían en el caso de las reinas, no habiendo ningún retrato auténtico de ella para poder hacer una comparación. Pese a ello, ambas versiones han sido identificadas como retratos de Catalina Howard: desde 1736 la de la Colección Buccleuch y desde 1739 (o al menos desde la década de 1840) la de la Colección Real. De igual modo, un boceto de Holbein ha sido tradicionalmente identificado como un retrato de Catalina, si bien esto es discutido.

### ETATIS SVA 21
El retrato contemporáneo de Holbein de una mujer joven vestida de negro (Museo de Arte de Toledo) fue identificado por Sir Lionel Cust en 1909 como una imagen de Catalina, existiendo dos copias del original de Holbein: una en el Castillo de Hever y otra propiedad de la National Portrait Gallery de Londres. Pese a que el retrato ha sido asociado con la quinta esposa de Enrique VIII, la identificación del mismo con Catalina está amplia, aunque no universalmente, descartada.
El texto del retrato, ETATIS SVA 21, indica que la modelo del mismo tenía 21 años, una edad que Catalina nunca llegó a alcanzar. Herbert Norris destaca que la modelo porta una manga la cual sigue el estilo impuesto por Ana de Cléveris, lo cual dataría la obra después del 6 de enero de 1540, cuando el matrimonio entre Ana y Enrique tuvo lugar, siendo ella consorte desde el 6 de enero hasta el 30 de julio del mismo año. El original de Holbein está fechado entre 1535 y 1540, si bien la copia de la National Portrait Gallery está fechada en el siglo XVII.
Los historiadores Antonia Fraser y Derek Wilson creen que el retrato representa probablemente a Elizabeth Seymour. Antonia Fraser sostiene que la modelo es la hermana de Juana Seymour, viuda de Sir Anthony Ughtred, bajo la tesis de que la dama luce un semblante parecido al de Juana, especialmente en lo relativo a la nariz y la barbilla, además de portar un atuendo de luto. La ropa negra, no obstante, era cara y no implicaba necesariamente luto o duelo, sino que era más bien indicativo de riqueza y estatus. Derek Wilson observó que «en agosto de 1537 Cromwell triunfó en casar a su hijo, Gregory, con Elizabeth Seymour», la hermana más joven de la reina. Gracias a esto emparentó con el rey, «un evento que valía la pena plasmar para la posteridad, en un retrato de su nuera», permaneciendo el cuadro en poder de la familia Cromwell durante siglos.
El retrato exhibido en el Museo de Arte de Toledo está atribuido a Holbein y data de entre 1535 y 1540, llevando por título Retrato de una dama, probablemente un miembro de la familia Cromwell. Otra versión de este retrato, actualmente ubicada en el Castillo de Hever y fechada en el siglo XVI, se exhibe como un cuadro de Catalina Howard. La National Portrait Gallery alberga una pintura similar, Mujer desconocida, formalmente conocida como Catalina Howard, la cual ha sido fechada a finales del siglo XVII, no estableciendo la galería la identidad de la modelo.

## Relación con Juana Seymour y Ana Bolena
|                 |                 |                 |                 |                 |                 |  |  |                  |                  |                  |                  |                  |                  |              |              |                  |                  |                  |                  | Elizabeth Cheney |                  |            |            |            |            |          |          |              |              |              |              |              |              |                   |                   |                   |                   |                   |                   |               |               |  |  |  |  |  |  |  |  |  |  |  |  |  |  |
|                 |                 |                 |                 |                 |                 |  |  |                  |                  |                  |                  |                  |                  |              |              |                  |                  |                  |                  |                  |                  |            |            |            |            |          |          |              |              |              |              |              |              |                   |                   |                   |                   |                   |                   |               |               |  |  |  |  |  |  |  |  |  |  |  |  |  |  |
|                 |                 |                 |                 |                 |                 |  |  |                  |                  |                  |                  |                  |                  |              |              |                  |                  |                  |                  |                  |                  |            |            |            |            |          |          |              |              |              |              |              |              |                   |                   |                   |                   |                   |                   |               |               |  |  |  |  |  |  |  |  |  |  |  |  |  |  |
|                 |                 |                 |                 |                 |                 |  |  | Elizabeth Tilney | Elizabeth Tilney | Elizabeth Tilney | Elizabeth Tilney | Elizabeth Tilney | Elizabeth Tilney |              |              |                  |                  |                  |                  |                  |                  |            |            |            |            |          |          |              |              |              |              |              |              | Anne Say          | Anne Say          | Anne Say          | Anne Say          | Anne Say          | Anne Say          |               |               |  |  |  |  |  |  |  |  |  |  |  |  |  |  |
|                 |                 |                 |                 |                 |                 |  |  | Elizabeth Tilney | Elizabeth Tilney | Elizabeth Tilney | Elizabeth Tilney | Elizabeth Tilney | Elizabeth Tilney |              |              |                  |                  |                  |                  |                  |                  |            |            |            |            |          |          |              |              |              |              |              |              | Anne Say          | Anne Say          | Anne Say          | Anne Say          | Anne Say          | Anne Say          |               |               |  |  |  |  |  |  |  |  |  |  |  |  |  |  |
|                 |                 |                 |                 |                 |                 |  |  |                  |                  |                  |                  |                  |                  |              |              |                  |                  |                  |                  |                  |                  |            |            |            |            |          |          |              |              |              |              |              |              |                   |                   |                   |                   |                   |                   |               |               |  |  |  |  |  |  |  |  |  |  |  |  |  |  |
| Edmund Howard   | Edmund Howard   | Edmund Howard   | Edmund Howard   | Edmund Howard   | Edmund Howard   |  |  |                  |                  |                  |                  |                  |                  |              |              | Elizabeth Howard | Elizabeth Howard | Elizabeth Howard | Elizabeth Howard | Elizabeth Howard | Elizabeth Howard |            |            |            |            |          |          |              |              |              |              |              |              | Margery Wentworth | Margery Wentworth | Margery Wentworth | Margery Wentworth | Margery Wentworth | Margery Wentworth |               |               |  |  |  |  |  |  |  |  |  |  |  |  |  |  |
| Edmund Howard   | Edmund Howard   | Edmund Howard   | Edmund Howard   | Edmund Howard   | Edmund Howard   |  |  |                  |                  |                  |                  |                  |                  |              |              | Elizabeth Howard | Elizabeth Howard | Elizabeth Howard | Elizabeth Howard | Elizabeth Howard | Elizabeth Howard |            |            |            |            |          |          |              |              |              |              |              |              | Margery Wentworth | Margery Wentworth | Margery Wentworth | Margery Wentworth | Margery Wentworth | Margery Wentworth |               |               |  |  |  |  |  |  |  |  |  |  |  |  |  |  |
|                 |                 |                 |                 |                 |                 |  |  |                  |                  |                  |                  |                  |                  |              |              |                  |                  |                  |                  |                  |                  |            |            |            |            |          |          |              |              |              |              |              |              |                   |                   |                   |                   |                   |                   |               |               |  |  |  |  |  |  |  |  |  |  |  |  |  |  |
| Catalina Howard | Catalina Howard | Catalina Howard | Catalina Howard | Catalina Howard | Catalina Howard |  |  |                  |                  |                  |                  | María Bolena     | María Bolena     | María Bolena | María Bolena | María Bolena     | María Bolena     |                  |                  | Ana Bolena       | Ana Bolena       | Ana Bolena | Ana Bolena | Ana Bolena | Ana Bolena |          |          | Enrique VIII | Enrique VIII | Enrique VIII | Enrique VIII | Enrique VIII | Enrique VIII |                   |                   | Juana Seymour     | Juana Seymour     | Juana Seymour     | Juana Seymour     | Juana Seymour | Juana Seymour |  |  |  |  |  |  |  |  |  |  |  |  |  |  |
| Catalina Howard | Catalina Howard | Catalina Howard | Catalina Howard | Catalina Howard | Catalina Howard |  |  |                  |                  |                  |                  | María Bolena     | María Bolena     | María Bolena | María Bolena | María Bolena     | María Bolena     |                  |                  | Ana Bolena       | Ana Bolena       | Ana Bolena | Ana Bolena | Ana Bolena | Ana Bolena |          |          | Enrique VIII | Enrique VIII | Enrique VIII | Enrique VIII | Enrique VIII | Enrique VIII |                   |                   | Juana Seymour     | Juana Seymour     | Juana Seymour     | Juana Seymour     | Juana Seymour | Juana Seymour |  |  |  |  |  |  |  |  |  |  |  |  |  |  |
|                 |                 |                 |                 |                 |                 |  |  |                  |                  |                  |                  |                  |                  |              |              |                  |                  |                  |                  |                  |                  |            |            |            |            |          |          |              |              |              |              |              |              |                   |                   |                   |                   |                   |                   |               |               |  |  |  |  |  |  |  |  |  |  |  |  |  |  |
|                 |                 |                 |                 |                 |                 |  |  |                  |                  |                  |                  |                  |                  |              |              |                  |                  |                  |                  |                  |                  |            |            | Isabel I   | Isabel I   | Isabel I | Isabel I | Isabel I     | Isabel I     |              |              | Eduardo VI   | Eduardo VI   | Eduardo VI        | Eduardo VI        | Eduardo VI        | Eduardo VI        |                   |                   |               |               |  |  |  |  |  |  |  |  |  |  |  |  |  |  |

## Representaciones en medios
| Año  | Película                                 | Director               | Actriz                         |
| ---- | ---------------------------------------- | ---------------------- | ------------------------------ |
| 2007 | Los Tudor (TV)                           | Michael Hirts          | Tamzin Merchant                |
| 1972 | Las seis esposas de Enrique VIII (serie) | Waris Hussein          | Angela Pleasence               |
| 1933 | La vida privada de Enrique VIII          | Alexander Korda        | Binnie Barnes                  |
| 2017 | Six (musical) (Musical)                  | Toby Marlow, Lucy Moss | Aimie Atkinson, Samantha Pauly |

| Predecesor: Ana de Cléveris | Reina Consorte de Inglaterra 1540-1542 | Sucesor: Catalina Parr |